# Il divino e l'umano
 Il divino e l'umano (in russo Божеское и человеческое?, Bežeskoe i čelovečeskoe) è un racconto di Lev Nikolaevič Tolstoj pubblicato per la prima volta nel 1906.

## Trama
Il governatore generale di una regione meridionale firma quasi meccanicamente numerose carte fra cui la condanna a morte di uno studente universitario presunto terrorista, Svetlogub. Dopo che le carte firmate sono state già portate da qualche tempo, il governatore ricorda di aver avuto dei dubbi sulla colpevolezza di Svetlogub e vorrebbe ritirare la firma; ma poi soprassiede ritenendo che sarebbe troppo faticoso richiamare indietro il segretario.
Svetlogub, il giovane condannato, ripensa alla sua vita: desideroso di aiutare gli altri, ha organizzato in passato delle scuole per adulti analfabeti, ma si è scontrato con l'indifferenza, o addirittura l'ostilità, degli allievi. Ha poi subito l'influsso di Meženetskij, un rivoluzionario che sosteneva la necessità di combattere con la violenza l'ordine sociale. Dopo aver devoluto alla causa tutti i suoi beni, ha conservato su richiesta di un membro della sua organizzazione del materiale che, scoperto in seguito dalla polizia, è risultato essere dell'esplosivo. In carcere ha rifiutato di tradire la causa rivoluzionaria e non ha parlato; è tuttavia pentito di essersi sacrificato e aver dato un dolore alle persone che lo amano, la madre e la fidanzata Nataša. Svetlogub legge per caso il Vangelo e resta colpito dalle Beatitudini: si convince della forza rivoluzionaria dell'amore, rinnega la violenza, perdona coloro che gli hanno fatto del male, vive con serenità gli ultimi giorni di vita, converte chi gli sta vicino. Un vecchio contadino scismatico in prigione in attesa della deportazione in Siberia, colpito dalla serenità con cui Svetlogub si reca al patibolo, si convince che il giovane «ha conosciuto la verità» e vorrebbe approfondire le idee che ne hanno guidato la condotta.
Meženetskij, il rivoluzionario capo del gruppo a cui aveva aderito Svetlogub, viene anch'egli arrestato e condannato ad anni di isolamento nella spaventosa fortezza di Pietro e Paolo. La forza delle sue convinzioni politiche lo spinge a utilizzare la stessa segregazione come esercizio per il rafforzamento delle sue idee. «Quando finì il periodo di reclusione e venne deportato, Meženetskij aveva un aspetto florido, sano ed era nel pieno possesso delle sue facoltà mentali». Nel carcere di Krasnojarsk, in attesa della deportazione in Siberia, entra in contatto con altri giovani detenuti politici mandati anch'essi ai lavori forzati. Con sgomento di Meženetskij, i nuovi rivoluzionari, marxisti che citano Kautsky e affermano la necessità che la rivoluzione sia preceduta dall'industrializzazione, lo disprezzano e lo considerano un sovversivo patetico e votato alla sconfitta. Meženetskij si uccide e il suo corpo viene poi messo accanto al corpo del vecchio contadino scismatico morto anch'esso convinto che il male non avrebbe più dominato a lungo e che l'Agnello avrebbe vinto con il bene e l'umiltà.

## Genesi dell'opera
Sulla base degli appunti registrati nei Diari alla data del 13 dicembre 1897, Tolstoj si ispirò alla vicenda del giovane Dmitrij Lizogub il quale, accusato di aver progettato un attentato allo zar Alessandro II di Russia, fu impiccato a Odessa il 10 agosto 1879 assieme a Sergej Čubarov e Iosif Davidenko, militanti anch'essi dell'organizzazione rivoluzionaria populista Zemlja i Volja (Terra e Libertà). Secondo un primo progetto, il racconto avrebbe dovuto intitolarsi "Ancora tre morti", con un chiaro riferimento al racconto giovanile Tre morti. Tolstoj approfondì in seguito la vicenda dell'attentato di Odessa (una biografia di Lizogub, dattiloscritta, è stata rinvenuta nella biblioteca di Tolstoj); accantonò il racconto nel maggio del 1904 e lo riprese nel 1905. Nel maggio del 1905 lo inviò a Vladimir Čertkov, all'epoca in Inghilterra; infine corresse e rielaborò le bozze restituitegli da Čertkov.

## Edizioni

### Originale
- Lev Tolstoj, «Божеское и человеческое» (Bežeskoe i čelovečeskoe, Il divino e l'umano). In: Круг чтения (Krug čteniâ, I quattro libri di lettura), Vol. II, Mosca: Posrednik, 1906

### Traduzioni in lingua italiana
- Divino e umano; a cura di Vitale Bonettini, Modena: U. Guanda, 1943
- «Il divino e l'umano». In: Quattro racconti; traduzione e introduzione a cura di Gianlorenzo Pacini, Roma: Edizioni e/o, 1985, ISBN 88-7641-030-9
- «Il divino e l'umano»; traduzione di Margherita Crepax. In: Tutti i racconti, a cura di Igor Sibaldi, Op. cit. Vol. II, pp. 946-991

## Adattamenti
- "San Michele aveva un gallo", film italiano del 1972 diretto dai fratelli Taviani; nel film è rappresentata, pressoché fedelmente, sia pure ambientata in Italia, solo la vicenda di Meženetskij.